# 红额金刚鹦鹉
红额金刚鹦鹉（學名：Ara rubrogenys）是大型金刚鹦鹉中体型最小的。体长60厘米。头、面颊、肩分布有橘红色羽毛，生活在玻利维亚，数量稀少，语言能力强。
不同于一般鹦鹉，本种栖息在干燥的森林。巢穴分布在岩壁洞穴中与高树上，以种子、浆果、坚果为食。4岁时可以开始繁殖。繁殖期为每年11月至次年4月，每次产卵1-3颗，孵化期约26日，羽化期12至18周。